# Dušan Jereb
Dušan Jereb, s partizanskim imenom Štefan, slovenski veterinar, partizan in narodni heroj Jugoslavije, * 26. januar 1908, Ljubljana, † 12. marec 1943, Veliki Lipovec.
Družina Jereb se je zaradi očetove službe, bil je namreč sodni uradnik, veliko selila. Tako so živeli v Kostanjevici, Radečah, Črnomlju, Slovenskih Konjicah, Ptuju in v Kočevju. Dušan je tako šolanje opravil v več slovenskih šolah. Po končani gimnazije odšel na študij veterine na Dunaj, kjer je prvič prišel v stik s komunisti. Kasneje je nekaj časa študiral medicino tudi v Zagrebu, vendar se je hitro vrnil na Dunaj.
Po opravljeni diplomi se je vrnil v Jugoslavijo. Zaradi slabega vida in srčne napake mu ni bilo treba na služenje vojaškega roka. Najprej se je zaposlil v tovarni Gavrilović, že leta 1934 pa je prišel nazaj v Slovenijo, kjer se je zaposlil kot občinski veterinar v Novem mestu. Konec leta 1935 je vstopil v KPJ. 
Leta 1940 je postal član partijskega Okrožnega komiteja za Novo mesto in okolico, takoj po kapitulaciji Jugoslavije v aprilu 1941 pa je postal predsednik Okrožnega odbora OF. Tako je Jereb sodeloval v pripravah na oborožen upor, po napadu Nemčije na Sovjetsko zvezo pa je sodeloval pri organizaciji prvih partizanskih enot. Novembra 1941 ga je začela iskati policija, zaradi česar je odšel v Ljubljano, kjer je v ilegali postal član Okrožnega komiteja in sekretar Okrožnega odbora OF.
Julija 1942, po osvoboditvi večjih delov novomeškega okrožja, se je Jereb vrnil nazaj na Dolenjsko. Kmalu po začetku velikih okupatorskih ofenziv ter po ustanavljanju protikomunističnih enot pa je postalo na tem območju delovanje POS močno oteženo. Decembra tega leta je postal Dušan Jereb sekretar poverjeništva OF za Dolenjsko, dobil pa je tudi nalogo političnih akcij proti notranjemu sovražniku.  
V začetku marca 1943 je vodil posvet na Trški gori pri Novem mestu. Na povratku proti Kočevskemu Rogu, kjer je bilo najvčje osvobojeno ozemlje in sedež POS se je v noči iz 11. na 12. marec njegova enota poskušala prebiti preko reke Krke, kar pa ji ni uspelo. V kraju Veliki Lipovec se je enota tako odločila prenočiti in poskušati s prečkanjem reke naslednji dan. Kmalu po njihovem prihodu so italijanske enote ob pomoči protikomunistične milice napadle vas. Partizani so takoj zasedli obramben položaje in krili pot za umik proti Brezovi Rebri. Jereb se je umaknil za eno od hiš, kjer je s pištolo branil svoj položaj. Po umiku italijanskih enot so Dušana Jereba našli mrtvega na svojem položaju. Predvidevajo, da je ranjen naredil samomor, da ne bi padel v roke sovražniku. 
Za narodnega heroja je bil proglašen 21. julija 1953, po njem pa se danes imenujeta Jerebova ulica v Novem mestu in Ulica Dušana Jereba v Slovenskih Konjicah.